# Alesandro Skarlati
Alesandro Skarlati (ital. Alessandro Scarlatti; 1660 — 1725) bio je italijanski kompozitor i značajna ličnost na prelazu između dva veka. On je bio predstavnik napuljske muzike, iako se najveći deo njegove muzičke karijere vezuje za Rim. Njegova dominacija, kako u oblasti komične opere: „titto il mal non per nuocere“, 1681. godine, tako i u sferi ozbiljne opere: „olimpia venedicata“, 1685, bila je potpuna. Skarlati je utemeljivač nove putanje razvoja arije, koja će definitivno imati trodelnu strukturu, a čiji će treći deo predstavljati ponavljanje drugog („de capo“); zatim veću pažnju posvećuje komponovanju instrumentalne uvertire - tada nazivanom „sinfonija“, a uveo je i brojne paralelne deonice za četiri pevača, što se nazivalo: „arie a quatro“, kao što je slučaj u delu „Telemaco“ (1718).
U znatnom delu zahvaljujući Skarlatijevom stvaralaštvu, može se govoriti o potpunom trijumfu italijanske opere: najpoznatiji kompozitori izvan Italije u prvoj polovoni 18. veka, sa izuzetkom Johana Sebastijana Baha, koji nije pisao opere, ili Žana-Filipa Ramoa, zastupnika tradicionalne francuske muzike, imali su u svom opusu i ovu muzičku formu, a potpuno su bili pod italijanskim operskim uticajem, kao što je slučaj sa Georgom Filipom Telemanom (1681-1767) i njegovim delom „Pimpione“ (1725), a posebno sa Georgom Fridrihom Hendlom, verovatno najznačajnijim operskim kompozitorom toga vremena, koji je komponovao izuzetna dela kao što su „Rinaldo“ (1711), „Julije Cezar“ (1724), „Tamerlano“ (1724), „Orlando“ (1733) i „Kserks“ (1738). Sve su prikazane u Londonu u kojem je nemački kompozitor živeo od 1712. godine, a gde je vodio borbu sa italijanskim kompozitorima koji su tamo živeli, a posebno sa Đovanijem Bononcinijem (1670-1747), autorom veoma popularnih opera tog vermena, kao što su „Muzio Scevola“ (1721) i Griselda (1722).
Budući da je tokom baroknog perioda potreba za operom bila ogromna, upravnici pozorišta i kompozitori su zbog velike potražnje osmislili su niz dela koje su zajedno napisali različiti muzičari, a koja se zovu „pasticio“. Jedno od tih dela je i „Đonio Bruto“, koje je komponovao Alesandro Skarlati.

## Spoljašnje veze
- [http://www.domenicoscarlatti.it